# Теодос Тодоров
Теодор (Теодос) Тодоров е български революционер, деец на Вътрешната македоно-одринска революционна организация.

## Биография
Теодос Тодоров е роден през 1885 година в кривопаланечкото село Милутинце, тогава в Османската империя. Присъединява се към ВМОРО и е четник на Димитър Кирлиев на 2 пъти.
При избухването на Балканската война е доброволец в Македоно-одринското опълчение, в четата на Трайко Павлов.